# A Győri ETO FC 2006–2007-es szezonja
A Győri ETO FC 2006–2007-es szezonja szócikk a Győri ETO FC első számú férfi labdarúgócsapatának egy szezonjáról szól, mely sorozatban a 47., összességében pedig a 63. idénye a csapatnak a magyar első osztályban. A klub fennállásának ekkor volt a 102. évfordulója.

## Mérkőzések
| Színmagyarázat | Színmagyarázat |
| -------------- | -------------- |
|                | Győzelem.      |
|                | Döntetlen.     |
|                | Vereség.       |

### Borsodi Liga 2006–07

#### Őszi fordulók
| 1. forduló 2006. július 29. 18:00 |

| Győri ETO                                                     | 2 – 0               | Budapest Honvéd                        |
| ------------------------------------------------------------- | ------------------- | -------------------------------------- |
| Müller 60' Bajzát 84' Kovács 32' Vincze 78' Tóth 79' Jäkl 90' | (0 – 0) Jegyzőkönyv | Dobos 39' Benjamin 50' Budovinszky 78' |

| Ménfői úti stadion, Győr Nézőszám: 2 000 Játékvezető: Bede Ferenc (magyar) |

| 2. forduló 2006. augusztus 6. 17:30 |

| Újpest                                      | 2 – 0               | Győri ETO                                   |
| ------------------------------------------- | ------------------- | ------------------------------------------- |
| Kovács 83' Cariati 90' Vaskó 26' Völgyi 62' | (0 – 0) Jegyzőkönyv | Mátyus 19' Kovács 33' Vincze 51' Bajzát 78' |

| Szusza Ferenc Stadion, Budapest Nézőszám: 3 319 Játékvezető: Szabó Zsolt (magyar) |

| 3. forduló 2006. augusztus 20. 17:00 |

| Győri ETO                                     | 2 – 2               | Rákospalotai EAC                                                   |
| --------------------------------------------- | ------------------- | ------------------------------------------------------------------ |
| Bajzát 40' 42' Jäkl 61' Tokody 71' Mátyus 84' | (2 – 1) Jegyzőkönyv | Torma 25' 77' Nyerges 57' Nagy 27' Horváth 46' Makra 71' Török 71' |

| Nádorvárosi Stadion, Győr Nézőszám: 4 000 Játékvezető: Kassai Viktor (magyar) |

| 4. forduló 2006. augusztus 26. 19:00 |

| Zalaegerszegi TE                          | 2 – 2               | Győri ETO                                                                       |
| ----------------------------------------- | ------------------- | ------------------------------------------------------------------------------- |
| Nagy 44' Ferenczi 81' (11-esből) Máté 89' | (1 – 1) Jegyzőkönyv | Bajzát 28' 32′ Virágh 61' Vincze 18' Zsók 27' Jäkl 52' Hanák 57' Stevanović 88' |

| ZTE Aréna, Zalaegerszeg Nézőszám: 7 000 Játékvezető: Török Károly (magyar) |

| 5. forduló 2006. szeptember 10. 16:30 |

| Győri ETO                         | 2 – 0               | FC Sopron                                |
| --------------------------------- | ------------------- | ---------------------------------------- |
| Szabó 25' Nyári 90' 68' Varga 71' | (1 – 0) Jegyzőkönyv | Trkulja 43' Horváth 86' Magasföldi 90+1' |

| Városi Stadion, Tatabánya Nézőszám: 2 200 Játékvezető: Gergely Sándor (magyar) |

| 6. forduló 2006. szeptember 16. 19:00 |

| Pécsi MFC             | 0 – 0               | Győri ETO            |
| --------------------- | ------------------- | -------------------- |
| Sipos 39' Kulcsár 56' | (0 – 0) Jegyzőkönyv | Granát 5' Mátyus 56' |

| PMFC Stadion, Pécs Nézőszám: 1 500 Játékvezető: Arany Tamás (magyar) |

| 7. forduló 2006. szeptember 23. 14:00 |

| Győri ETO                               | 2 – 1               | Paksi FC                         |
| --------------------------------------- | ------------------- | -------------------------------- |
| Bajzát 62' Tokody 72' Zsók 6' Hanák 80' | (0 – 0) Jegyzőkönyv | Heffler 75' Zováth 36' Varga 86' |

| Nádorvárosi Stadion, Győr Nézőszám: 3 000 Játékvezető: Szilasi Szabolcs (magyar) |

| 8. forduló 2006. szeptember 29. 19:00 |

| Vasas                        | 3 – 2               | Győri ETO                                             |
| ---------------------------- | ------------------- | ----------------------------------------------------- |
| Kincses 26' Németh 60' 90+3' | (1 – 0) Jegyzőkönyv | Bajzát 48' 66' Granát 34' Müller 49′, 90+2′ Szabó 65' |

| Illovszky Rudolf Stadion, Budapest Nézőszám: 1 000 Játékvezető: Andó-Szabó Sándor (magyar) |

| 9. forduló 2006. október 14. 15:00 |

| Győri ETO                                                    | 3 – 1               | Kaposvári Rákóczi                                     |
| ------------------------------------------------------------ | ------------------- | ----------------------------------------------------- |
| Mátyus 6' (11-esből) Bajzát 15' Tóth 65' Dudás 35' Varga 66′ | (2 – 0) Jegyzőkönyv | André Alves 67' Vasiljević 32' Kozmer 41' Venczel 79' |

| Nádorvárosi Stadion, Győr Nézőszám: 1 500 Játékvezető: Bognár Tamás (magyar) |

| 10. forduló 2006. október 21. 18:00 |

| Dunakanyar-Vác                                          | 0 – 0               | Győri ETO                 |
| ------------------------------------------------------- | ------------------- | ------------------------- |
| Svintek 16' Sinkó 35′, 49′ Rob 49' Kunzo 68' Udvari 83' | (0 – 0) Jegyzőkönyv | Pákolicz 81' Bajzát 90+1' |

| Ligeti Stadion, Vác Nézőszám: 1 500 Játékvezető: Berger József (magyar) |

| 11. forduló 2006. október 28. 15:00 |

| Győri ETO  | 0 – 0               | Debreceni VSC |
| ---------- | ------------------- | ------------- |
| Kovács 62' | (0 – 0) Jegyzőkönyv |               |

| Nádorvárosi Stadion, Győr Nézőszám: 2 500 Játékvezető: Bede Ferenc (magyar) |

| 12. forduló 2006. november 4. 13:30 |

| FC Tatabánya                        | 2 – 1               | Győri ETO                      |
| ----------------------------------- | ------------------- | ------------------------------ |
| Ndjodo 38' 37' Hajdú 90' Bakrać 50' | (1 – 0) Jegyzőkönyv | Bajzát 67' Tóth 71' Müller 75' |

| Városi Stadion, Tatabánya Nézőszám: 1 200 Játékvezető: Gergely Sándor (magyar) |

| 13. forduló 2006. november 11. 13:30 |

| Győri ETO                        | 2 – 0               | FC Fehérvár             |
| -------------------------------- | ------------------- | ----------------------- |
| Tokody 58' 85' Tóth 39' Jäkl 77' | (0 – 0) Jegyzőkönyv | Božić 62' Csizmadia 70' |

| Városi Stadion, Tatabánya Nézőszám: 500 Játékvezető: Kassai Viktor (magyar) |

| 14. forduló 2006. november 20. 18:00 |

| MTK Budapest          | 1 – 0               | Győri ETO                        |
| --------------------- | ------------------- | -------------------------------- |
| Balogh 68' Pollák 84' | (0 – 0) Jegyzőkönyv | Kovács 38' Dudás 84' Szabó 90+1' |

| Hidegkuti Nándor Stadion, Budapest Nézőszám: 1 000 Játékvezető: Solymosi Péter (magyar) |

| 15. forduló 2006. november 25. 16:00 |

| Diósgyőr                                                             | 4 – 3               | Győri ETO                                             |
| -------------------------------------------------------------------- | ------------------- | ----------------------------------------------------- |
| Elek 2' Kéthévoama 22' 22' Vitelki 51' Farkas 74' 74' Douva 60′, 87′ | (2 – 2) Jegyzőkönyv | Bajzát 16' 32' 57' 77' Tokody 64' Tóth 84' Bank 90+1' |

| DVTK-stadion, Miskolc Nézőszám: 3 500 Játékvezető: Sápi Csaba (magyar) |

| 16. forduló 2006. december 2. 15:00 |

| Budapest Honvéd                                                                                       | 4 – 1               | Győri ETO                                                  |
| --- | ------------------- | ---------------------------------------------------------- |
| Diego 15' Dobos 25' (11-esből) 1' Baranyai 45' 39' Hercegfalvi 61' (11-esből) 56' Disztl 27' Zana 65' | (3 – 0) Jegyzőkönyv | Tokody 73' (11-esből) 54' Bank 38' Pákolicz 59' Granát 76' |

| Béke téri stadion, Budapest Nézőszám: 600 Játékvezető: Andó-Szabó Sándor (magyar) |

| 17. forduló 2006. december 10. 13:30 |

| Győri ETO                                    | 0 – 3               | Újpest                                 |
| -------------------------------------------- | ------------------- | -------------------------------------- |
| Kiss 43' Hanák 52' Regedei 54′, 70′ Jäkl 73' | (0 – 2) Jegyzőkönyv | Kovács 7' Korcsmár 8' 40' Mészáros 89' |

| Nádorvárosi Stadion, Győr Nézőszám: 1 000 Játékvezető: Vad II. István (magyar) |

#### Tavaszi fordulók
| 18. forduló 2007. február 24. 14:00 |

| Rákospalotai EAC                     | 2 – 0               | Győri ETO          |
| ------------------------------------ | ------------------- | ------------------ |
| Torma 7' 76' Schrancz 42' Sallai 88' | (1 – 0) Jegyzőkönyv | Varga 68' Bank 86' |

| Budai II László Stadion, Budapest Nézőszám: 800 Játékvezető: Gergely Sándor (magyar) |

| 19. forduló 2007. március 3. 15:00 |

| Győri ETO                                                               | 2 – 1               | Zalaegerszegi TE                             |
| ----------------------------------------------------------------------- | ------------------- | -------------------------------------------- |
| Brnović 37' Bajzát 44' 24' Jäkl 12' Kovács 15′, 75′ Kiss 66' Tokody 87′ | (2 – 0) Jegyzőkönyv | Sebők V. 76' Kocsárdi 20' Máté 26' Dianu 81' |

| Ménfői úti stadion, Győr Nézőszám: 500 Játékvezető: Vad II. István (magyar) |

| 20. forduló 2007. március 10. 16:00 |

| FC Sopron | 0 – 1               | Győri ETO  |
| --------- | ------------------- | ---------- |
|           | (0 – 0) Jegyzőkönyv | Bajzát 83' |

| Káposztás utcai Stadion, Sopron Nézőszám: 3 490 Játékvezető: Arany Tamás (magyar) |

| 21. forduló 2007. március 18. 15:00 |

| Győri ETO                     | 0 – 0               | Pécsi MFC |
| ----------------------------- | ------------------- | --------- |
| Kovács 19' Kiss 36' Nyári 90' | (0 – 0) Jegyzőkönyv |           |

| Ménfői úti stadion, Győr Nézőszám: 3 000 Játékvezető: Bede Ferenc (magyar) |

| 22. forduló 2007. március 31. 15:00 |

| Paksi FC                             | 2 – 2               | Győri ETO                                            |
| ------------------------------------ | ------------------- | ---------------------------------------------------- |
| Horváth 55' 86' Molnár 61' Varga 89' | (0 – 1) Jegyzőkönyv | Brnović 15' Stark 85' (11-esből) Bajzát 26' Bank 50' |

| Fehérvári úti stadion, Paks Nézőszám: 1 500 Játékvezető: Sápi Csaba (magyar) |

| 23. forduló 2007. április 7. 14:30 |

| Győri ETO  | 0 – 2               | Vasas                |
| ---------- | ------------------- | -------------------- |
| Tokody 65' | (0 – 2) Jegyzőkönyv | Kenesei 7' Lázok 38' |

| ETO Park, Győr Nézőszám: 4 400 Játékvezető: Szilasi Szabolcs (magyar) |

| 24. forduló 2007. április 14. 17:00 |

| Kaposvári Rákóczi     | 2 – 1               | Győri ETO                              |
| --------------------- | ------------------- | -------------------------------------- |
| Oláh 47' 50' Ribi 80′ | (0 – 1) Jegyzőkönyv | Varga 1' Müller 33' Dudás 36' Jäkl 72' |

| Rákóczi Stadion, Kaposvár Nézőszám: 2 000 Játékvezető: Bede Ferenc (magyar) |

| 25. forduló 2007. április 21. 17:00 |

| Győri ETO  | 1 – 0               | Dunakanyar-Vác                       |
| ---------- | ------------------- | ------------------------------------ |
| Bajzát 49' | (0 – 0) Jegyzőkönyv | Dluzniewski 37' Lázár 44' Balogh 84' |

| ETO Park, Győr Nézőszám: 3 500 Játékvezető: Gergely Sándor (magyar) |

| 26. forduló 2007. április 28. 18:00 |

| Debreceni VSC                           | 3 – 0               | Győri ETO                        |
| --------------------------------------- | ------------------- | -------------------------------- |
| Sztojkov 67' (11-esből) 75' Komlósi 74' | (0 – 0) Jegyzőkönyv | Pákolicz 59' Varga 67' Rózsi 78' |

| Oláh Gábor utcai stadion, Debrecen Nézőszám: 8 000 Játékvezető: Alexandru Deaconu (magyar) |

- A jegyzőkönyvből nem derülnek ki a gólszerzők.

| 27. forduló 2007. május 5. 17:30 |

| Győri ETO           | 0 – 0               | FC Tatabánya |
| ------------------- | ------------------- | ------------ |
| Kovács 13' Bank 19' | (0 – 0) Jegyzőkönyv | Rajnay 75'   |

| ETO Park, Győr Nézőszám: 4 000 Játékvezető: Sápi Csaba (magyar) |

- A jegyzőkönyvből nem derülnek ki a gólszerzők.

| 28. forduló 2007. május 11. 19:00 |

| FC Fehérvár                                         | 2 – 1               | Győri ETO                                          |
| --------------------------------------------------- | ------------------- | -------------------------------------------------- |
| Božić 11' Vayer 67' (11-esből) Dajić 58' Vieira 77' | (1 – 0) Jegyzőkönyv | Pákolicz 90' Rozsi 2' Böőr 9' Stark 66′ Mátyus 77' |

| Sóstói Stadion, Székesfehérvár Nézőszám: 1 800 Játékvezető: Szabó Zsolt (magyar) |

| 29. forduló 2007. május 22. 18:00 |

| Győri ETO                                                 | 3 – 4               | MTK Budapest                                        |
| --------------------------------------------------------- | ------------------- | --------------------------------------------------- |
| Bajzát 19' 43' Böőr 46' 46' Szabó 74' Jäkl 35' Mátyus 39' | (1 – 1) Jegyzőkönyv | Kanta 38' Pátkai 53' Urbán 76' Pál 90+2' Pintér 28' |

| ETO Park, Győr Nézőszám: 4 000 Játékvezető: Solymosi Péter (magyar) |

| 30. forduló 2007. május 26. 18:00 |

| Győri ETO                               | 4 – 0               | Diósgyőr  |
| --------------------------------------- | ------------------- | --------- |
| Brnović 20' 45' Bajzát 22' 79' Böőr 87' | (2 – 0) Jegyzőkönyv | Haman 52' |

| ETO Park, Győr Nézőszám: 4 200 Játékvezető: Arany Tamás (magyar) |

#### A bajnokság végeredménye
| #  | Csapat            | J  | Gy | D  | V  | Rg | Kg | Gk  | P  | Megjegyzés      |
| -- | ----------------- | -- | -- | -- | -- | -- | -- | --- | -- | --------------- |
| 1  | Debreceni VSC     | 30 | 22 | 3  | 5  | 63 | 21 | +42 | 69 | Bajnokok ligája |
| 2  | MTK Budapest      | 30 | 19 | 4  | 7  | 61 | 33 | +28 | 61 | UEFA-kupa       |
| 3  | Zalaegerszegi TE  | 30 | 17 | 4  | 9  | 54 | 38 | +16 | 55 |                 |
| 4  | Újpest            | 30 | 15 | 4  | 11 | 39 | 32 | +7  | 46 | [ 3 ]           |
| 5  | Vasas             | 30 | 13 | 6  | 11 | 43 | 41 | +2  | 45 |                 |
| 6  | FC Fehérvár       | 30 | 13 | 5  | 12 | 45 | 43 | +2  | 44 |                 |
| 7  | Kaposvári Rákóczi | 30 | 12 | 5  | 13 | 40 | 36 | +4  | 41 |                 |
| 8  | Budapest Honvéd   | 30 | 11 | 8  | 11 | 48 | 43 | +5  | 41 | UEFA-kupa       |
| 9  | Diósgyőr          | 30 | 11 | 5  | 14 | 40 | 52 | -12 | 38 |                 |
| 10 | FC Sopron         | 30 | 11 | 4  | 15 | 33 | 46 | -13 | 37 |                 |
| 11 | Paksi FC          | 30 | 10 | 7  | 13 | 34 | 38 | -4  | 37 |                 |
| 12 | FC Tatabánya      | 30 | 11 | 3  | 16 | 46 | 58 | -12 | 36 |                 |
| 13 | Győri ETO         | 30 | 9  | 8  | 13 | 37 | 43 | -6  | 35 |                 |
| 14 | Rákospalotai EAC  | 30 | 9  | 7  | 14 | 42 | 55 | -13 | 34 |                 |
| 15 | Pécsi MFC         | 30 | 7  | 12 | 11 | 31 | 41 | -10 | 33 | Kieső           |
| 16 | Dunakanyar-Vác    | 30 | 4  | 7  | 19 | 21 | 57 | -36 | 19 | Kieső           |

1. ↑  A Bajnokok Ligája selejtezőjének második körébe jut
2. ↑  Az UEFA-kupa selejtezőjének első fordulójába jut
3. ↑  az Újpest FC 3 pont levonást kapott
4. ↑  Az UEFA-kupa selejtezőjének első fordulójába jut (Magyar Kupa győztesként)

#### Eredmények összesítése
Az alábbi táblázatban összesítve szerepelnek a Győri ETO FC 2006/07-es bajnokságban elért eredményei.
| Ősz/tavasz (forduló)    | Otthon | Otthon | Otthon | Otthon | Otthon | Otthon | Otthon | Idegenben | Idegenben | Idegenben | Idegenben | Idegenben | Idegenben | Idegenben |
| Ősz/tavasz (forduló)    | M      | GY     | D      | V      | LG–KG  | GK     | P      | M         | GY        | D         | V         | LG–KG     | GK        | P         |
| ----------------------- | ------ | ------ | ------ | ------ | ------ | ------ | ------ | --------- | --------- | --------- | --------- | --------- | --------- | --------- |
| Őszi szezon (1–15.)     | 8      | 5      | 2      | 1      | 13–7   | +6     | 17     | 9         | 0         | 3         | 6         | 9–18      | –9        | 3         |
| Tavaszi szezon (16–30.) | 7      | 3      | 2      | 2      | 10–7   | +3     | 11     | 6         | 1         | 1         | 4         | 5–11      | –6        | 4         |
| Összesen (1–30.)        | 15     | 8      | 4      | 3      | 23–14  | +9     | 28     | 15        | 1         | 4         | 10        | 14–29     | –15       | 7         |

#### Helyezések fordulónként
| Forduló  | 1  | 2 | 3 | 4 | 5  | 6 | 7  | 8 | 9  | 10 | 11 | 12 | 13 | 14 | 15 | 16 | 17 | 18 | 19 | 20 | 21 | 22 | 23 | 24 | 25 | 26 | 27 | 28 | 29 | 30 |
| -------- | -- | - | - | - | -- | - | -- | - | -- | -- | -- | -- | -- | -- | -- | -- | -- | -- | -- | -- | -- | -- | -- | -- | -- | -- | -- | -- | -- | -- |
| Helyszín | O  | I | O | I | O  | I | O  | I | O  | I  | O  | I  | O  | I  | I  | I  | O  | I  | O  | I  | O  | I  | O  | I  | O  | I  | O  | I  | O  | O  |
| Eredmény | GY | V | D | D | GY | D | GY | V | GY | D  | D  | V  | GY | V  | V  | V  | V  | V  | GY | GY | D  | D  | V  | V  | GY | V  | D  | V  | V  | GY |
| Helyezés | 4  | 9 | 7 | 9 | 5  | 6 | 6  | 7 | 5  | 7  | 6  | 8  | 6  | 6  | 10 | 11 | 12 | 12 | 12 | 10 | 10 | 10 | 11 | 13 | 10 | 11 | 13 | 14 | 14 | 13 |

Helyszín: O = Otthon; I = Idegenben. Eredmény: GY = Győzelem; D = Döntetlen; V = Vereség.

### Magyar kupa
4. forduló
| 2006. október 25. 17:00 |

| DAC 1912 FC          | 0 – 3       | Győri ETO                                   |
| -------------------- | ----------- | ------------------------------------------- |
| Máté 58' Császár 80' | Jegyzőkönyv | Tokody Bank Regedei 34' Tóth 47' Mátyus 68' |

|  |

Nyolcaddöntő
| 2006. november 8. 13:30 |

| Győri ETO       | 1 – 3       | MTK Budapest |
| --------------- | ----------- | ------------ |
| Tokody Tóth 36' | Jegyzőkönyv | Kanta        |

| ETO Park, Győr |

| 2006. november 29. 17:00 |

| MTK Budapest          | 5 – 0       | Győri ETO     |
| --------------------- | ----------- | ------------- |
| Kanta Pál Czvitkovics | Jegyzőkönyv | Jäkl 24′, 50′ |

| Hidegkuti Nándor Stadion, Budapest |